# The Last Chase
The Last Chase is een Amerikaanse actie/avonturenfilm uit 1981. De hoofdrollen werden gespeeld door Lee Majors, Burgess Meredith en Chris Makepeace. De regie was in handen van Martyn Burke.

## Verhaal
De film speelt zich af in het toekomstige Amerika. De olievoorraden zijn uitgeput en persoonlijke voertuigen zijn derhalve in beslag genomen door de overheid. Franklyn Hart, een voormalige raceautocoureur, besluit zijn oude racewagen weer in elkaar te zetten en daarmee te vertrekken naar het “Vrije Californië” (dat zich blijkbaar heeft afgesplitst van de rest van de Verenigde Staten). Geholpen door de jonge techneut Ring probeert hij aan de overheidsagenten te ontkomen. Kapitein J.G. Williams, een oude oorlogsveteraan uit de Koreaanse Oorlog, krijgt de opdracht met zijn F-86 Franlin te stoppen voor hij Californië bereikt.

## Rolverdeling
| Acteur            | Personage             |
| ----------------- | --------------------- |
| Lee Majors        | Franklyn Hart         |
| Burgess Meredith  | Captain J.G. Williams |
| Chris Makepeace   | Ring                  |
| Alexandra Stewart | Eudora                |
| Diane D'Aquila    | Santana               |
| George Touliatos  | Hawkins               |
| Harvey Atkin      | Jud                   |
| Ben Gordon        | Morely                |
| Hugh Webster      | Fetch                 |

## Achtergrond
De film werd oorspronkelijk uitgebracht op VHS en Laserdisc door Vestron Video.
De film werd bespot in de televisieserie Mystery Science Theater 3000.